# 短鬚突吻鱈
短鬚突吻鱈，為輻鰭魚綱鱈形目鼠尾鱈科的其中一種，分布於東北大西洋區，從格陵蘭南部至亞速群島海域，深度1500-4700公尺，體長可達35公分，屬深海底棲性魚類，棲息在底層水域，生活習性不明。

## 扩展阅读
維基物種上的相關：短鬚突吻鱈